# Episodi di Maggie e l'incredibile Birba
Lista degli episodi di Maggie e l'incredibile Birba.

## Prima stagione
| N° | Titolo originale            | Titolo italiano                | Prima TV originale | Prima TV Italia   |
| -- | --------------------------- | ------------------------------ | ------------------ | ----------------- |
| 1  | Pack Up Your Troubles       | Ognuno Ha I Suoi Guai          | 26 agosto 2000     | 3 luglio 2004     |
| 1  | Rub a Dub Dub               | Grandi Pulizie                 | 26 agosto 2000     | 3 luglio 2004     |
| 1  | The Big Carrot              | Carota Gigante                 | 26 agosto 2000     | 10 luglio 2004    |
| 2  | My One and Only Box         | Mia unica scatola              | 27 agosto 2000     | 12 giugno 2004    |
| 2  | Spot the Spot               | La conta dei pallini           | 27 agosto 2000     | 12 giugno 2004    |
| 2  | Recipe for Trouble          | La Ricetta Per I Guai          | 27 agosto 2000     | 19 giugno 2004    |
| 3  | The Lemonade Stand          | Chiosco Della Limonata         | 29 agosto 2000     | 19 giugno 2004    |
| 3  | Walk the Walk               | Strana Camminata               | 29 agosto 2000     | 26 giugno 2004    |
| 3  | What's in a Laugh?          | La Risata Di Hamilton          | 29 agosto 2000     | 26 giugno 2004    |
| 4  | Out of Water Beast          | Giornata In Piscina            | 29 agosto 2000     | 10 luglio 2004    |
| 4  | Rain, Rain, Come and Stay!  | Pioggia Pioggia Vieni E Rimani | 29 agosto 2000     | 17 luglio 2004    |
| 4  | Hamilton the Ham            |                                | 29 agosto 2000     | 17 luglio 2004    |
| 5  | This Little Pig             | Maialino                       | 30 agosto 2000     | 24 luglio 2004    |
| 5  | Hide and Go Beast           | Birba Gioca A Nascondino       | 30 agosto 2000     | 24 luglio 2004    |
| 5  | One, Two, Three             | Uno, Due, Tre                  | 30 agosto 2000     | 31 luglio 2004    |
| 6  | What's In The Bag?          | Cosa C'e' Nel Sacchetto        | 30 agosto 2000     | 31 luglio 2004    |
| 6  | Beastly Picture             | Ritratto Bestiale              | 30 agosto 2000     | 7 agosto 2004     |
| 6  | The Push-Me Popper          | Il Carrello Con Le Palline     | 30 agosto 2000     | 7 agosto 2004     |
| 7  | Sun Spots                   | Sole Scotta                    | 31 agosto 2000     | 14 agosto 2004    |
| 7  | Say Cheese                  | Foto Ricordo                   | 31 agosto 2000     | 14 agosto 2004    |
| 7  | Sailing Away                | Isola Segreta                  | 31 agosto 2000     | 21 agosto 2004    |
| 8  | Three Little Ghosts         | Tre Piccoli Fantasmi           | 31 agosto 2000     | 21 agosto 2004    |
| 8  | The King of Nowhere Land    | Re Del Paese Che Non C'e'      | 31 agosto 2000     | 28 agosto 2004    |
| 8  | The Big Scare               | Chi Ha Paura                   | 31 agosto 2000     | 28 agosto 2004    |
| 9  | Hamilton's Pet              | Animale Di Hamilton            | 1º settembre 2000  | 4 settembre 2004  |
| 9  | Slooow Motion               | Movimento Lento                | 1º settembre 2000  | 4 settembre 2004  |
| 9  | The Big Duck                | Grande Anitra                  | 1º settembre 2000  | 11 settembre 2004 |
| 10 | Flim-Flam-A Fiddle          | Giochi Di Società              | 1º settembre 2000  | 11 settembre 2004 |
| 10 | A Beastly Garden            | Giardino Bestiale              | 1º settembre 2000  | 18 settembre 2004 |
| 10 | Spring Cleaning             | Pulizie Di Primavera           | 1º settembre 2000  | 18 settembre 2004 |
| 11 | Mr. Shivers                 | Omino Parlante                 | 4 settembre 2000   |                   |
| 11 | Nap Time                    | Ci Vuole Un Pisolino           | 4 settembre 2000   |                   |
| 11 | Up, Up, and Away            | Aquilone                       | 4 settembre 2000   | 23 ottobre 2004   |
| 12 | Louder! Louder!             | Birba Ha Perso La Voce         | 4 settembre 2000   | 23 ottobre 2004   |
| 12 | Once Upon a Time            | C'era Una Volta                | 4 settembre 2000   | 30 ottobre 2004   |
| 12 | Maggie the Mommy            | Maggie Fa La Mammina           | 4 settembre 2000   | 30 ottobre 2004   |
| 13 | Hamilton's Box Car          | Macchina Di Hamilton           | 5 settembre 2000   | 6 novembre 2004   |
| 13 | Happy Birthday to All of Us | Buon Compleanno A Tutti Voi    | 5 settembre 2000   | 6 novembre 2004   |
| 13 | The Really Big Show         | Il grande show                 | 5 settembre 2000   | 13 novembre 2004  |

## Seconda stagione
| N° | Titolo originale                   | Titolo italiano            | Prima TV originale | Prima TV Italia  |
| -- | ---------------------------------- | -------------------------- | ------------------ | ---------------- |
| 1  | Hamilton Blows His Horn            | Canta che ti passa         | 7 aprile 2001      | 13 novembre 2004 |
| 1  | The Big Cheese                     |                            | 7 aprile 2001      | 20 novembre 2004 |
| 1  | Roll Over Archie                   |                            | 7 aprile 2001      | 20 novembre 2004 |
| 2  | Desert Treasure                    |                            | 8 aprile 2001      | 27 novembre 2004 |
| 2  | Morning in Nowhere Land            |                            | 8 aprile 2001      | 27 novembre 2004 |
| 2  | The Missing Sweater                | Il maglione smarrito       | 8 aprile 2001      | 4 dicembre 2004  |
| 3  | Just a Little Off the Top          | Solo una spuntatina        | 21 aprile 2001     | 4 dicembre 2004  |
| 3  | Little Pig Lost                    | Il maialino scomparso      | 21 aprile 2001     | 11 dicembre 2004 |
| 3  | The Cecil Bunions Detective Agency | Il caso è risolto          | 21 aprile 2001     | 11 dicembre 2004 |
| 4  | The Jelly Bean Express             | Il trenino delle caramelle | 22 aprile 2001     | 18 dicembre 2004 |
| 4  | Let's Play Croquet                 | Un nuovo gioco             | 22 aprile 2001     | 18 dicembre 2004 |
| 4  | Little Ducky                       |                            | 22 aprile 2001     | 8 gennaio 2005   |
| 5  | Don't Dump That Junk               |                            | 29 aprile 2001     | 8 gennaio 2005   |
| 5  | Soup Bowls and Roller Coasters     | Il Super-mega ottovolante  | 29 aprile 2001     | 15 gennaio 2005  |
| 5  | Rainy Day                          | Giorni di pioggia          | 29 aprile 2001     | 15 gennaio 2005  |
| 6  | Guess Who's Coming to Visit        |                            | 10 giugno 2001     | 22 gennaio 2005  |
| 6  | The Lonesome Traveler              |                            | 10 giugno 2001     | 22 gennaio 2005  |
| 6  | The Home of the Kindly Giant       |                            | 10 giugno 2001     | 29 gennaio 2005  |
| 7  | The Funny Smile                    |                            | 17 giugno 2001     | 29 gennaio 2005  |
| 7  | Guess Who I Am                     | Indovina chi sono?         | 17 giugno 2001     | 5 febbraio 2005  |
| 7  | House for a Mouse                  | Casa, dolce casa           | 17 giugno 2001     | 5 febbraio 2005  |
| 8  | Nothing in the Beach Ball          |                            | 8 settembre 2001   | 12 febbraio 2005 |
| 8  | Picnic Time                        |                            | 8 settembre 2001   | 12 febbraio 2005 |
| 8  | The New Rubber Ball                |                            | 8 settembre 2001   | 19 febbraio 2005 |
| 9  | Ride 'Em Cowboy!                   |                            | 9 settembre 2001   | 19 febbraio 2005 |
| 9  | Right Next Door                    | Vicini di casa             | 9 settembre 2001   | 5 marzo 2005     |
| 9  | Hamilton's Sailboat                |                            | 9 settembre 2001   | 5 marzo 2005     |
| 10 | The Big Hat                        | Il cappello gigante        | 16 settembre 2001  | 12 marzo 2005    |
| 10 | The Camping Trip                   |                            | 16 settembre 2001  | 12 marzo 2005    |
| 10 | The Leaning Tower of Carrot        |                            | 16 settembre 2001  | 19 marzo 2005    |
| 11 | Catch Me If You Can                |                            | 23 settembre 2001  | 19 marzo 2005    |
| 11 | Strings, Pumpkins, and Hats        |                            | 23 settembre 2001  | 26 marzo 2005    |
| 11 | The Missing Bass                   |                            | 23 settembre 2001  | 26 marzo 2005    |
| 12 | Message In a Bottle                |                            | 30 settembre 2001  | 2 aprile 2005    |
| 12 | A Visit to Cake Town               |                            | 30 settembre 2001  | 2 aprile 2005    |
| 12 | Hamilton's Important Letter        |                            | 30 settembre 2001  | 16 aprile 2005   |
| 13 | The Snow Show                      |                            | 7 ottobre 2001     | 16 aprile 2005   |
| 13 | School Days                        |                            | 7 ottobre 2001     | 23 aprile 2005   |
| 13 | The Nowhere Land Parade            |                            | 7 ottobre 2001     | 23 aprile 2005   |

## Terza stagione
| N° | Titolo originale          | Titolo italiano         | Prima TV originale | Prima TV Italia |
| -- | ------------------------- | ----------------------- | ------------------ | --------------- |
| 1  | The Beast and the Balloon |                         | 9 marzo 2002       | 30 aprile 2005  |
| 1  | The Beast's Big Surprise  |                         | 9 marzo 2002       | 30 aprile 2005  |
| 1  | Land of the Antique Toys  |                         | 9 marzo 2002       |                 |
| 2  | Maggie's Song             |                         | 10 marzo 2002      |                 |
| 2  | The Buffle-Headed Booby   |                         | 10 marzo 2002      |                 |
| 2  | Hamilton and the Bee      |                         | 10 marzo 2002      |                 |
| 3  | Go to Sleep, Sheep        |                         | 17 marzo 2002      |                 |
| 3  | The Missing Spot          |                         | 17 marzo 2002      |                 |
| 3  | Blue Moon                 |                         | 17 marzo 2002      |                 |
| 4  | The Beached Whale         |                         | 24 marzo 2002      |                 |
| 4  | A Flag for Nowhere Land   |                         | 24 marzo 2002      |                 |
| 4  | Desert Cactus             |                         | 24 marzo 2002      |                 |
| 5  | The Invitation            |                         | 31 marzo 2002      |                 |
| 5  | Trick or Treat            |                         | 31 marzo 2002      |                 |
| 5  | The Trade Off             |                         | 31 marzo 2002      |                 |
| 6  | Hamilton's Magic          |                         | 7 aprile 2002      |                 |
| 6  | Nedley's Circus           |                         | 7 aprile 2002      |                 |
| 6  | Chasing a Rainbow         |                         | 7 aprile 2002      |                 |
| 7  | The Ice Cream Cart        |                         | 14 aprile 2002     |                 |
| 7  | That's A-Mazing!          |                         | 14 aprile 2002     |                 |
| 7  | The Humongous Fungus      |                         | 14 aprile 2002     |                 |
| 8  | The Big Hole              |                         | 21 aprile 2002     |                 |
| 8  | Oh Give Me a Home         |                         | 21 aprile 2002     |                 |
| 8  | Which Way Did They Go?    |                         | 21 aprile 2002     |                 |
| 9  | Blast Off                 |                         | 28 aprile 2002     |                 |
| 9  | Hamilton's Hat            | Il cappello di Hamilton | 28 aprile 2002     | 6 agosto 2005   |
| 9  | The Wish Fish             | Il pozzo dei desideri   | 28 aprile 2002     | 6 agosto 2005   |
| 10 | Rudy, Rudy, Rudy          |                         | 5 maggio 2002      |                 |
| 10 | Friendship Day            |                         | 5 maggio 2002      |                 |
| 10 | The Contraption           |                         | 5 maggio 2002      |                 |
| 11 | The Chicken Ladies        |                         | 26 maggio 2002     |                 |
| 11 | Nedley Needs a Box        |                         | 26 maggio 2002     |                 |
| 11 | Tag-Along Reggie          |                         | 26 maggio 2002     |                 |
| 12 | Curtain Up                |                         | 2 giugno 2002      |                 |
| 12 | Icing on the Cake         |                         | 2 giugno 2002      |                 |
| 12 | Where's Maggie?           |                         | 2 giugno 2002      |                 |
| 13 | The Bunny Slippers        |                         | 9 giugno 2002      |                 |
| 13 | The Windy Day             |                         | 9 giugno 2002      |                 |
| 13 | Nedley's Glasses          |                         | 9 giugno 2002      |                 |